# Mia Couto
António Emílio Leite Couto (Beira, 5 de juliol de 1955), més conegut com a Mia Couto, és un escriptor moçambiquès, guanyador del Premi Luís de Camões de 2013 i del Premi Internacional Neustadt de Literatura 2014.

## Biografia

### Primers anys
Couto va néixer a la ciutat de Beira, la segona ciutat més gran de Moçambic, on també va ser criat i educat. És el fill d'emigrants portuguesos que es van traslladar a l'antiga colònia portuguesa en la dècada de 1950. Quan tenia catoze anys, alguns dels seus poemes es van publicar en un diari local Notícias da Beira. Tres anys més tard, el 1971, es va traslladar a la capital Lourenço Marques (avui Maputo) i va començar a estudiar medicina a la Universitat de Lourenço Marques. Durant aquest temps, la guerrilla anticolonial i moviment polític FRELIMO estaven lluitant per enderrocar el règim colonial portuguès a Moçambic.

### Després de la independència de Moçambic
L'abril de 1974, després de la Revolució dels Clavells de Lisboa i de l'enderrocament del règim de l'Estat Nou, Moçambic estava a punt de convertir-se en una república independent. El 1974, el FRELIMO va demanar a Couto que aturés els seus estudis durant un any per treballar com a periodista a Tribuna fins a setembre de 1975 i després com a director de la nova Agència d'Informació de Moçambic (AIM). Més tard, va dirigir la revista Tempo fins a 1981. El seu primer poemari, Raiz de Orvalho, es va publicar el 1983; incloïa textos dirigits contra el domini de la propaganda militant marxista. Couto va continuar treballant per al diari Notícias fins a 1985, quan va renunciar-hi per acabar un curs de biologia.

## Obra literària
Mia Couto és considerat un dels escriptors més importants de Moçambic. Les seves obres s'han publicat en més de 20 països i en diversos idiomes, inclòs el portuguès, anglès, francès, alemany, italià, serbi, català i l'estonià. En molts dels seus textos, intenta recrear la llengua portuguesa infonent-hi el vocabulari i les estructures regionals de Moçambic, tot produint un nou model per a la narrativa africana. Estilísticament, la seva escriptura es veu influenciada pel realisme màgic, un moviment popular a les literatures llatinoamericanes modernes, i el seu ús de la llengua és una reminiscència de l'escriptor brasiler João Guimarães Rosa, i també està profundament influenciat per l'escriptor de Bahia Jorge Amado. S'ha caracteritzat per crear refranys, de vegades coneguts com a "improverbis" en la seva obra de ficció, així com endevinalles, llegendes, metàfores, i ha donat a la seva obra una dimensió poètica.
Un jurat internacional a la Fira Internacional del Llibre de Zimbabwe va seleccionar la seva primera novel·la, Terra Sonâmbula, com un dels millors dotze llibres africans del segle xx. El 2007 es va convertir en el primer autor africà a guanyar el Premi Literari Unió Llatina, que s'atorga anualment a Itàlia des de 1990. Mia Couto es va convertir en el quart escriptor en llengua portuguesa que guanya aquest prestigiós reconeixement, que va obtenir competint amb altres escriptors de Portugal, França, Colòmbia, Espanya, Itàlia i Senegal.
Treballa com a biòleg al Parc transfronterer del Gran Limpopo, mentre continua el seu treball en altres projectes d'escriptura.

## Premis i reconeixements
- 2014 Premi Internacional Neustadt de Literatura[4][5]
- 2013 Premi Luís de Camões[1]
- 2007 Premi Unió Llatina

## Llibres
- Raiz do Orvalho (poesia, 1983)
- Vozes Anoitecidas (contes, 1986).
- Cada Homem É uma Raça (contes, 1990) ISBN 972-21-0071-8
- Cronicando (cròniques, 1991) ISBN 972-21-0585-X
- Terra Sonâmbula (novel·la, 1992) ISBN 972-21-0790-9. Traduïda al català (Terra somnàmbula. Barcelona: Edicions del Periscopi, 2018. ISBN 978-84-17339-13-5)[6]
- Estórias Abensonhadas (contes, 1994) ISBN 972-21-0933-2
- Every man is a race (1994) ISBN 0-435-90982-7
- A Varanda do Frangipani (novel·la, 1996) ISBN 972-21-1050-0. Traduïda al català (El balcó del Frangipani. Andorra: Límits, 1997. ISBN 9789992056103)[7]
- Contos do Nascer da Terra (contes, 1997)
- Mar Me Quer (novel·la, 1998)
- Vinte e Zinco (novel·la, 1999) ISBN 972-21-1250-3
- Raiz de orvalho e outros poemas (1999) ISBN 972-21-1302-X
- O Último Voo do Flamingo (novel·la, 2000) ISBN 972-21-1334-8
- Mar me quer (2000)
- O Gato e o Escuro (infantil, 2001)
- Na Berma de Nenhuma Estrada e Outros Contos (contes, 2001)
- Um Rio Chamado Tempo, uma Casa Chamada Terra (novel·la, 2002)
- Contos do Nascer da Terra (contes, 2002)
- O País do Queixa Andar (cròniques, 2003)
- O Fio das Missangas (contes, 2003)
- A chuva pasmada (2004) ISBN 972-21-1654-1
- Pensatempos: textos de opinião (2005) ISBN 972-21-1687-8
- O Outro Pé da Sereia (novel·la, 2006) ISBN 972-21-1795-5
- Venenos de Deus, Remédios do Diabo (novel·la, 2008) ISBN 978-972-21-1987-0
- Jesusalém (novel·la, 2009)
- A Confissão da Leoa (novel·la, 2012). Traduït al català com a La confessió de la lleona per Edicions del Periscopi (2016)[8]
- Pensativities: Selected Essays. (2015). ISBN 978-1771960076
- Mulheres de cinzas (primer volum de la trilogia As Areias do Imperador) (2015)
- A Espada e a Azagaia (segon volum de la trilogia As Areias do Imperador) (2016)
- O Bebedor de Horizontes (tercer volum de la trilogia As Areias do Imperador) (2017)
- A Água e a Águia (infantil, 2018)
- O Universo num Grão de Areia (articles, 2019)
- O Mapeador de Ausências (2020). Traduït al català com a El cartògraf d'absències per Edicions del Periscopi (2022)
- O Caçador de Elefantes Invisíveis (contes, 2021)
- O Rio Infinito (infantil, 2022)
- Compêndio para Desenterrar Nuvens (contes, 2023)
- As Pequenas Doenças da Eternidade (contes, 2023)
- A Cegueira do Rio (2024)